# Luonnotar (Sibelius)
Luonnotar, Op. 70, es de un poema sinfónico para soprano y orquesta, completado por Jean Sibelius en 1913. Fue dedicado a Aino Ackté, que estrenó la obra en el Three Choirs Festival en Gloucester, Inglaterra, el 10 de septiembre de 1913, con una orquesta dirigida por Herbert Brewer. Sibelius lo arregló para voz y piano en 1915.
Luonnotar se basa en la mitología finlandesa, y su letra proviene del Kalevala. El texto es de la primera parte del Kalevala, que trata de la creación del mundo. Luonnotar es el Espíritu de la Naturaleza y la Madre de los Mares. Poner música a letras en finés era relativamente nuevo a Sibelius, debido a que su primer idioma era el sueco y la mayor parte de sus arreglos anteriores habían sido de textos en sueco (excepto Kullervo en 1892, que está escrito totalmente en finés).

## Génesis
En 1894, Sibelius tuvo el personaje de Luonnotar en mente al escribir bosquejos para una ópera. Los primeros esbozos de su poema sinfónico para orquesta La hija de Pohjola estaban titulados como Luonnotar. En mayo de 1909 compuso un fragmento de ocho compases que utilizaría más tarde en la obra. Sin embargo, durante el verano de 1913 realizó la mayor parte del trabajo, entre la Cuarta y Quinta sinfonías. Le envió la partitura a Aino Ackté el 24 de agosto, y la ensayaron juntos el 3 de septiembre, una semana antes del estreno en Gloucester.
El estreno en Finlandia tuvo lugar en enero de 1914, de nuevo con Aino Ackté, bajo la batuta de Georg Schnéevoigt.
La pieza tiene una duración de unos 10 minutos, pero ha sido evitada por muchos cantantes debido al formidable reto que supone su ejecución. Tiene una tesitura muy aguda y muy amplia: el rango vocal de la soprano va de si2 a a do bemol dos octavas más agudo. Hay saltos y caídas de casi una octava, a veces dentro de una sola palabra. Esta obra a menudo se describe en términos tales como «diabólicamente difícil de interpretar», «cruelmente exigente para la solista» y «la cruel y gravosa naturaleza de la parte solista».
Elisabeth Schwarzkopf cantó en Helsinki en el año 1955, diciendo que fue la «mejor cosa que jamás había hecho en su vida». Otros cantantes que han cantado Luonnotar incluyen Susan Gritton (que ha cantado la pieza en actuaciones en la English National Opera y con la Orquesta Filarmónica de la BBC bajo Edward Gardner), Gwyneth Jones, Elisabeth Söderström, Soile Isokoski, Taru Valjakka, Phyllis Curtin, Mari-Ann Häggander, Karita Mattila, Phyllis Bryn-Julson, y Dawn Upshaw.
El 28 de noviembre de 2008, la English National Opera precedió su producción de la ópera de un acto Jinetes hacia el Mar de Ralph Vaughan Williams con un interpretación de Luonnotar escenificada por Fiona Shaw con Susan Gritton como soprano solista.

## Instrumentación
La instrumentación es: 2 flautas (ambos con flautín), 2 oboes, 2 clarinetes en la, clarinete bajo en si♭, 2 fagotes, 4 trompas en fa, 2 trompetas en la, 3 trombones, 4 timbales (2 intérpretes, cada uno con 2 timbales), 2 arpas y cuerdas.

## Grabaciones
La primera grabación comercial se hizo en 1969, con Gwyneth Jones y la Orquesta Sinfónica de Londres bajo Antal Doráti.